# 梅利托-伊尔皮诺
梅利托-伊尔皮诺（義大利語：Melito Irpino），是意大利阿韦利诺省的一个市镇。总面积20.71平方公里，人口1956人，人口密度94.4人/平方公里（2009年）。ISTAT代码为064048。